# 五十にして天命を知る
五十にして天命を知る（ごじゅうにしててんめいをしる）は、古代中国からの成語。

## 概要
人間というのは、50歳になって初めて自分の人生についての天命や運命というのはどのようなものであるかを知ることができるということを意味する。人間というのは、50歳頃になれば自分の人生というのは何のためにあるのかを考え始めるようになるということを意味する場合もある。

### 由来
この言葉は、孔子によって著された論語からの言葉である。晩年になってからの孔子が、自らの思想や人格発達の過程を回顧することでこの言葉が生まれた。

### 現代
久恒啓一によれは、現代は人生100年時代と言われている時代であり、このことから古代中国での教えの年齢を現代の年齢に調整する必要があると指摘する。このことを現代の年齢に調整したならば八十で天命を知るという形になる。孔子の時代ならば50歳になれば残りの人生はほぼ無いという状態であったのだが、現代では50歳ならばまだ人生の折り返し地点ということである。